# Caprifoliàcies
Les caprifoliàcies (Caprifoliaceae) són una família de plantes angiospermes de l'ordre de les dipsacals (Dipsacales), dins del clade de les campanúlides, un subclade de les astèrides. Agrupa prop de 900 espècies des distribució cosmopolita, però es troben sobre tot a les zones càlides i temperades de l'hemisferi nord, també són presents a zones tropicals de muntanya.

## Descripció
Les espècies de la família acostumen a ser arbusts, lianes (com els xuclamels) o herbes. No tenen estípules en les fulles i les flors són tubulars. Els fruits són en baia o en drupa i rarament en càpsula.

## Taxonomia
Aquesta família va ser descrita per primer cop l'any 1789, amb el nom de Caprifolia, a l'obra Genera Plantarum pel botànic francès Antoine-Laurent de Jussieu (1748 – 1836).

### Subfamílies
Dins d'aquesta família es reconeixen les sis subfamílies següents:
- Diervilloideae Raf.
- Caprifolioideae Eaton
- Linnaeoideae Raf.
- Dipsacoideae Eaton
- Valerianoideae Ra.
- Zabelioideae H.X.Wang, D.F.Morales-B., M.J.Moore, J.Wen & Hua Feng Wang

### Gèneres
Dins d'aquesta família es reconeixen els 33 gèneres següents:
- Abelia R.Br.
- Bassecoia B.L.Burtt
- Cephalaria Schrad.
- Diabelia Landrein
- Diervilla Tourn. ex Mill.
- Dipelta Maxim.
- Dipsacus L.
- Heptacodium Rehder
- Knautia L.
- Kolkwitzia Graebn.
- Leycesteria Wall.
- Linnaea Gronov. ex L.
- Lomelosia Raf.
- Lonicera L.
- Morina L.
- Nardostachys DC.
- Patrinia Juss.
- Pseudoscabiosa Devesa
- Pterocephalidium G.López
- Pterocephalus Vaill. ex Adans.
- Pterothamnus V.Mayer & Ehrend.
- Pycnocomon Hoffmanns. & Link
- Scabiosa L.
- Succisa Haller
- Succisella Beck
- Symphoricarpos Duhamel
- Triosteum L.
- Triplostegia Wall. ex DC.
- Valeriana L.
- Valerianella Mill.
- Vesalea M.Martens & Galeotti
- Weigela Thunb.
- Zabelia (Rehder) Makino